# Departamentul Dogondoutchi
Departamentul Dogondoutchi este un departament din  regiunea Dosso, Niger, cu o populație de 494.354 locuitori (2001).